# Staurastrum punctatum
Staurastrum punctatum là một loài Song tinh tảo trong họ Desmidiaceae, thuộc chi Staurastrum.